# Richard Menotti
 (avril 2023).
Si vous disposez d'ouvrages ou d'articles de référence ou si vous connaissez des sites web de qualité traitant du thème abordé ici, merci de compléter l'article en donnant les références utiles à sa vérifiabilité et en les liant à la section « Notes et références ».
Pas d'image ? Cliquez ici

a Compétitions nationales et continentales officielles uniquement.

Dernière mise à jour le 5 septembre 2010.
Richard Menotti, né le 27 juin 1974 à Paris[réf. nécessaire], est un joueur français de rugby à XV, qui évolue au poste de pilier.

## Palmarès
- Champion de France de Fédérale 1 : 2001
- Finaliste de Pro D2 : 2009